# Louis-Marie-Athanase de Loménie

Louis-Marie-Athanase de Loménie ((20 d'abril de 1730 - 10 de maig de 1794) va ser un oficial i polític francès, que va ser guillotinat durant la Revolució Francesa.
Era de la branca més jove de la família Lomenie Flavignac originària de Llemosí, que esdevingué al segle XVII la casa de Brienne. Louis-Marie-Athanasius era el germà petit del cardenal Etienne-Charles de Lomenie de Brienne, ministre de Lluís XVI de França. Com a tinent general dels exèrcits del rei, va comandar el regiment reial d'Artois de 1747 a 1762. Nomenat secretari d'estat de guerra de 1787 a 1788, va ser guillotinat el 21 Floreal any II (10 de maig de 1794) amb quatre membres més de la seva família i d'Elisabeth de França.
Va ser marquès de Moy i senyor de Vendeuil en casar-se amb Etiennette Fizeau Clémont, que era filla d'un ric propietari d'un molí de Saint-Quentin. Va reconstruir el castell de Brienne-le-Château, i va comprar a París una bonica casa de poble a la Rue Saint-Dominique anomenada Hotel de Brienne, actual residència del ministre de l'Exèrcit.
Athanase de Brienne i Etiennette Fizeaux van tenir un fill, François-Alexandre-Antoine Lomenie, vescomte de Brienne, comandant del 12è regiment de chasseur à cheval, que va ser guillotinat el 21 Floreal Any II a l'edat de 36 anys. La seva vídua, la senyora de Montbreton, va morir el 1851; Brienne-le-Château fou venuda llavors a la princesa de Bauffremont.